# زبروسواویتسه
زبروسواویتسه (به لهستانی:  Zbrosławice) یک روستا در لهستان است که در گمینا زبروسواویتسه واقع شده‌است. زبروسواویتسه ۲٬۳۳۸ نفر جمعیت دارد.

## خواهرخوانده
شهرهای براکنهایم و Charnay-lès-Mâcon خواهرخوانده‌های زبروسواویتسه هستند.